# Véronique des montagnes
Veronica montana
Espèce
Classification phylogénétique
La véronique des montagnes (Veronica montana) est une plante herbacée de la famille des Scrofulariacées selon la classification classique de Cronquist (1981), des Plantaginacées selon la classification phylogénétique APG (1998).

## Description

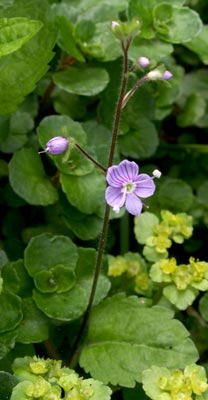
Veronica montana

### Caractéristiques
Organes reproducteurs
- Couleur dominante des fleurs : bleu
- Période de floraison : mai-août
- Inflorescence : racème simple
- Sexualité : hermaphrodite
- Pollinisation : entomogame

Graine
- Fruit : capsule
- Dissémination : épizoochore

Habitat et répartition
- - Habitat type : sources acidophiles, sciaphiles
  - Aire de répartition : méditerranéen(eury)-atlantique(eury)

Données d'après : Julve, Ph., 1998 ff. - Baseflor. Index botanique, écologique et chorologique de la flore de France. Version : 23 avril 2004.